# Caffè sospeso

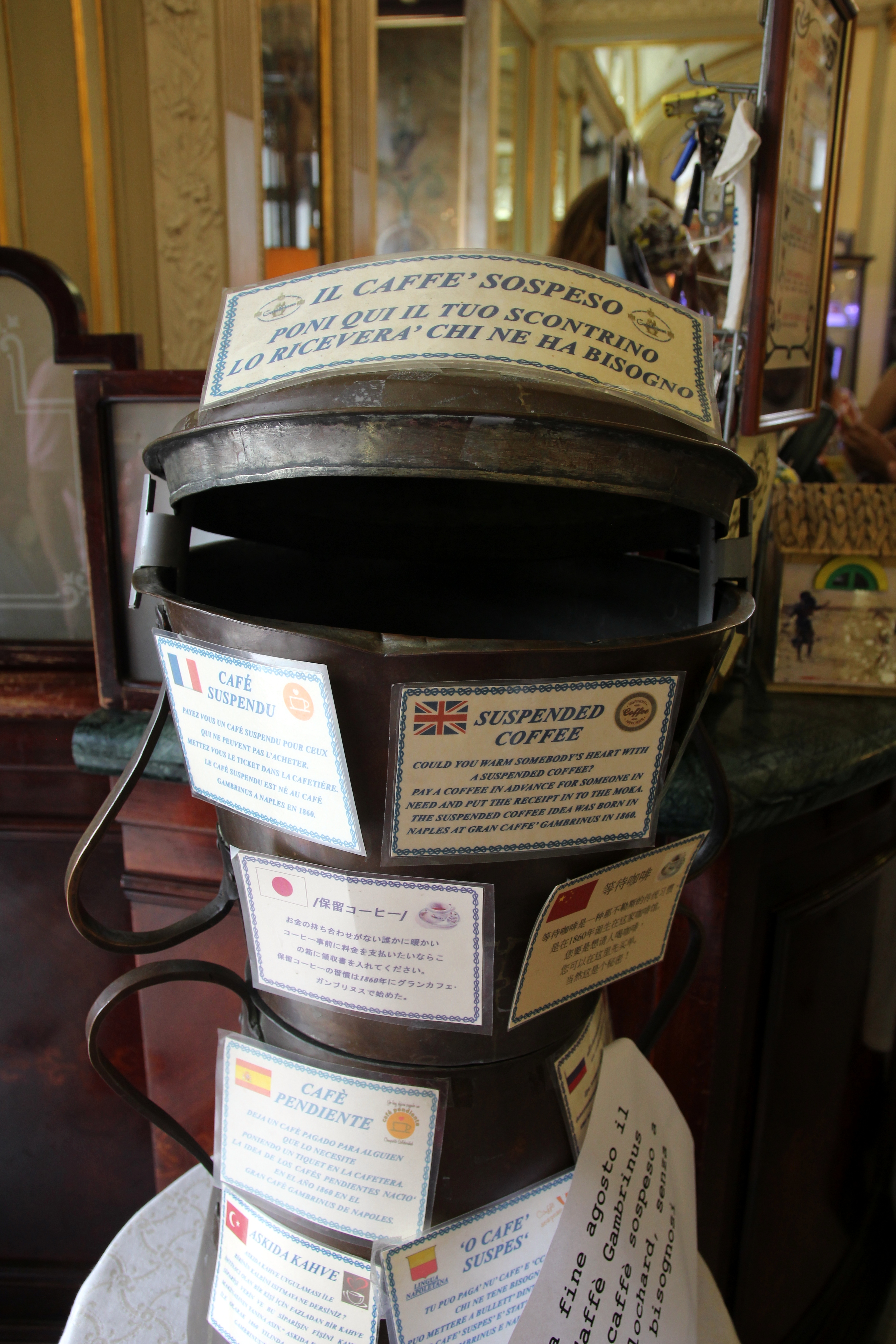
Envàs per donacions de caffè sospeso (cafè suspès) al Gran Caffè Gambrinus, a Nàpols.

El caffè sospeso (italià) o cafè suspiso (napolità) (lit. ‘cafè suspès’) és una iniciativa que invita a dur a terme una acció solidaria, sense ànim de lucre i basada en la confiança. Aquesta iniciativa consisteix a deixar pagat anticipadament un cafè, perquè algú que no té recursos per a comprar-lo pugui prendre-se'l. Aquesta idea va sorgir a Nàpols, Itàlia, i gràcies a les xarxes socials s'està estenent a diferents països, amb molt bona resposta de la gent. Als països de parla castellana s'anomena "café pendiente". Primerament s'invita a bars i locals perquè es sumin al projecte i se'ls explica el funcionament bàsic de la iniciativa. Els establiments que volen participar tindran un distintiu identificatiu que farà que es reconegui el local com adherit a la iniciativa.